# ويل سلف
ويل سلف (بالإنجليزية: Will Self)‏ (26 سبتمبر 1961، وستمنستر في المملكة المتحدة)؛ صحفي، كاتب وروائي بريطاني. درس في كلية إكستر.

## روابط خارجية
- ويل سلف على موقع IMDb (الإنجليزية)
- ويل سلف على موقع مونزينجر (الألمانية)
- ويل سلف على موقع ميوزك برينز (الإنجليزية)
- ويل سلف على موقع إن إن دي بي (الإنجليزية)
- ويل سلف على موقع ديسكوغز (الإنجليزية)
- ويل سلف على موقع قاعدة بيانات الفيلم (الإنجليزية)